# توماس دیگز
توماس دیگز (انگلیسی: Thomas Digges؛ c.۱۵۴۶ – ۲۴ اوت ۱۵۹۵) یک دانشمند در زمینه ستاره‌شناس اهل بریتانیا بود.